# Станча
Станча (рум. Stancea) — село у повіті Келераш в Румунії. Входить до складу комуни Спанцов.
Село розташоване на відстані 66 км на південний схід від Бухареста, 41 км на захід від Келераші, 145 км на захід від Констанци.

## Населення
За даними перепису населення 2002 року у селі проживали 2574 особи. Усі жителі села рідною мовою назвали румунську.
Національний склад населення села:
| Національність | Кількість осіб | Відсоток |
| -------------- | -------------- | -------- |
| румуни         | 1711           | 66,5%    |
| цигани         | 863            | 33,5%    |